# 月江镇
月江镇，是中华人民共和国四川省宜宾市高县下辖的一个乡镇级行政单位。2019年8月，将胜天镇铜鼓村所属行政区域划归月江镇管辖。将月江镇安全村所属行政区域划归来复镇管辖。

## 行政区划
月江镇下辖以下地区：
福溪社区、月口社区、三角村、川新村、新韩村、瓦堆村、三胜村、旺中村、棉花村、双坝村、石桥村、上阳村、还阳社区村、安全村、磨顶村和板栗村。